# Kerry
Kerry (irl. Contae Chiarraí) – hrabstwo na południowym zachodzie Irlandii, w prowincji Munster. Stolicą hrabstwa jest Tralee, graniczy z hrabstwami Limerick na wschodzie, Clare na północy i Cork na południowym wschodzie.
Większym miastem hrabstwa jest Killarney, gdzie znajdują się dwa parki narodowe: Killarney National Park i półwysep Dingle, który jest najbardziej wysuniętym na zachód punktem Irlandii. W hrabstwie leżą też najwyższe irlandzie góry Macgillycuddy’s Reeks. Jego północną granicę stanowi rzeka Shannon. Zachodnie wybrzeże to liczne półwyspy i zatoki, po których prowadzi Pierścień Kerry, popularny szlak rowerowy. Kerry Way to bliźniaczy szlak pieszy, który prowadzi po bardziej stromych zboczach.
Przy wybrzeżu znajdują się Wyspy Skellig i Blasket. Wyspy Skellig wpisane są na Listę światowego dziedzictwa UNESCO.

## Miasta hrabstwa Kerry
- Abbeydorney (Mainistir Ó dTorna)
- Ardfert (Ard Fhearta)
- Ballybunion (Baile an Bhuinneánaigh)
- Ballyheigue (Baile Uí Thaidhg)
- Caherdaniel (Cathair Dónall)
- Cahersiveen (Cathair Saidhbhín)
- Castleisland (Oileán Ciarraí)
- An Daingean (Dingle)[2]
- Kenmare (An Neidín)
- Kilflynn (Cill Flainn)
- Killarney (Cill Airne)
- Killorglin (Cill Orglan)
- Knightstown (An Chois)
- Listowel (Lios Tuathail)
- Milltown (Baile an Mhuileann)
- Portmagee (An Caladh)
- Sneem (An tSnaidhm)
- Tralee (Trá Lí)
- Waterville (An Coireán)

Miasta Tralee, Killarney i Listowel są administrowane przez rady miejskie. Każde z miast wybiera reprezentantów do rady hrabstwa.